# Бурзе, Амабль де
Амабль де Бурзе (фр. Amable de Bourzeis; 6 апреля 1606, Вольвик, Пюи-де-Дом, Овернь — 2 августа 1672, Париж) — французский священник, богослов, писатель

, переводчик. Член Французской академии (кресло № 26) с 1634 по 1672 год. Член Академии надписей и изящной словесности.

## Биография
Из дворян. Сын сеньора Ла Риббe. В возрасте 17 лет отправился в Рим, где изучал богословие, восточные языки, занимался греческой и латинской поэзией. Вернувшись во Францию, через друзей познакомился с Людовиком XIII.
Был назначен аббатом бенедиктинского монастыря Святого Мартина де Хоре близ Отёна (1635—1657).
В 1634 году кардинал Ришельё сделал его одним из первых членов-основателей Французской академии.
Известен, прежде всего, умением участвовать в полемике и спорах, умело убеждал и перевёл на свою сторону нескольких министров; среди них граф Анри де Шомберг, тогдашний маршал Франции.
В 1663 году Кольбер назначил аббата де Бурзе одним из первых четырёх членов Королевской Академии надписей и изящной словесности, а также — председателем собрания богословов, которое проводило свои заседания в Королевской библиотеке.
Одно время де Бурзе склонялся к янсенизму, но в 1661 г. подписал формуляр, которым признанные еретическими и осуждённые идеи, были утверждёны папой римским Александром VII.
Ему принадлежат несколько работ, например, проповеди, теологические труды и др.

## Избранные публикации
- Discours à monseigneur le prince palatin pour l’exhorter à entrer dans la communion de l'Église catholique, 1646
- Lettre d’un abbé à un président, sur la conformité de Augustin d’Hippone avec le concile de Trente, touchant la manière dont les justes peuvent délaisser Dieu, et estre ensuite délaissez de luy, 1649
- Contre l’adversaire du concile de Trente et de sainct Augustin : dialogue premier, où l’on découvre la confusion & les contradictions estranges des dogmes théologiques du Denis Pétau, & où l’on réfute un libelle du mesme père, intitulé insolemment " Dispute contre l’hétérodoxe ", c’est-à-dire contre l’hérétique : où est aussi réfuté par occasion un petit libelle de M. Morel dont le titre est " Défense de la confession de la foy catholique alléguée, etc. ", 1650
- Apologie du concile de Trente et de sainct Augustin : contre les nouvelles opinions du censeur latin de la Lettre franc̜oise d’un abbé à un evesque; où est refutée aussi dans une preface une autre censure latine de la preface franc̜oise de la Lettre d’un abbé à un president, 1650
- Conférences de deux théologiens molinistes sur un libelle faussement intitulé : Les sentiments de saint Augustin et de toute l'Église, 1650
- Sermons sur divers mystères de la religion et plusieurs fêtes des saints, prêchés dans Paris, par l’abbé de Bourzeis, 1672
- Saint Augustin victorieux de Calvin et de Molina, ou Réfutation d’un livre intitulé " Le Secret du Jansénisme ", 1652
- Traité des droits de la Reyne tres-chrestienne sur divers Estats de la monarchie d’Espagne, 1667